# Kościół św. Krzyża w Jutrosinie
Kościół świętego Krzyża – rzymskokatolicki kościół filialny należący do parafii św. Elżbiety w Jutrosinie (dekanat jutrosiński archidiecezji poznańskiej).

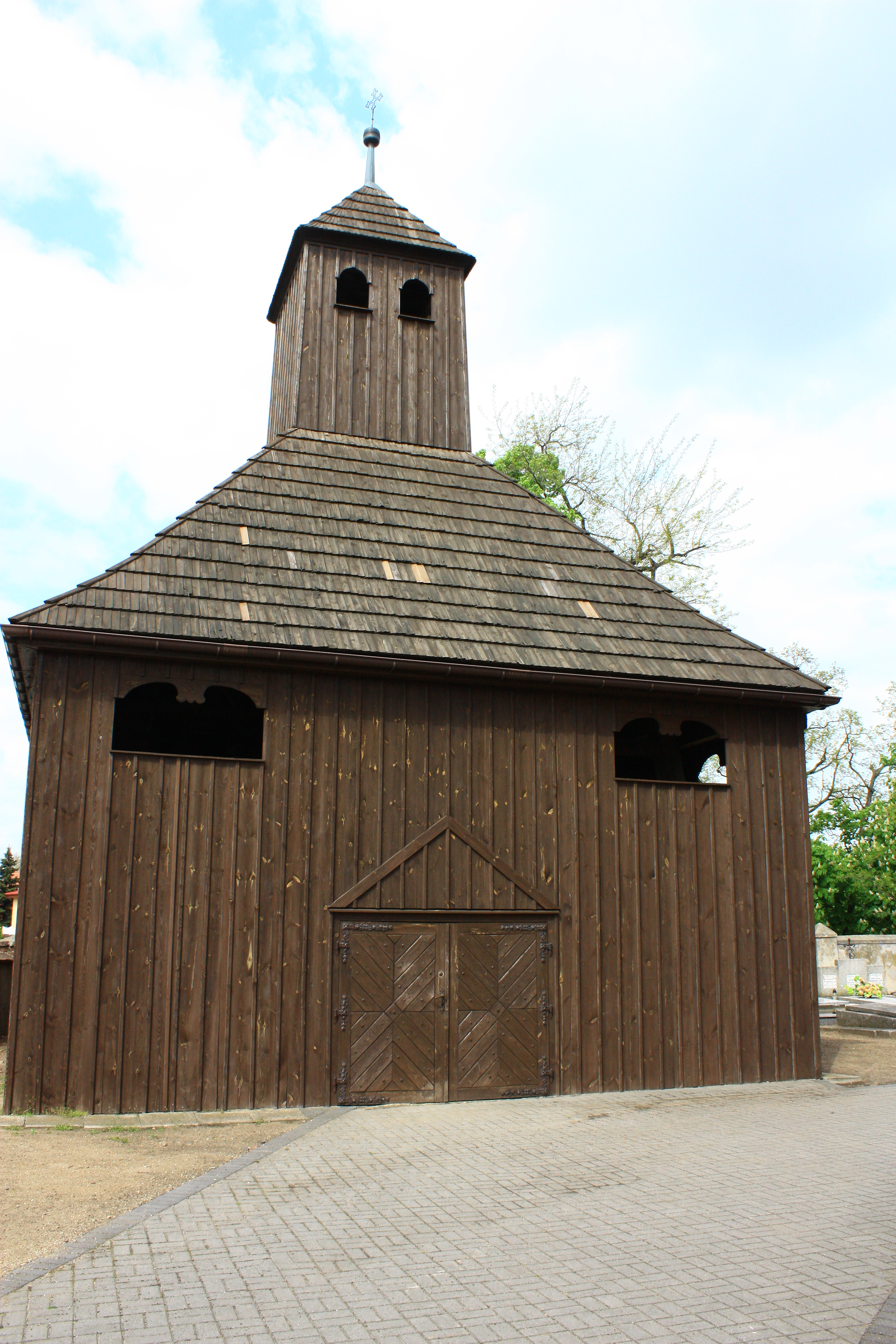
Dzwonnica

Jest to świątynia wzniesiona w 1777 roku. Powstała dzięki staraniom księdza Józefa Gogolewskiego. Remontowana była w latach 1991–1992 – część ścian wówczas została zamieniona na murowane.
Budowla jest szachulcowa, posiada konstrukcję słupowo-ramową wypełnioną cegłą i gliną. Kościół jest orientowany, wybudowano go na planie krzyża greckiego. Prezbiterium (z zakrystią umieszczoną na jego osi) i ramiona boczne są zamknięte prostokątnie z trójkątnymi szczytami. Dachy nakryte są gontem. Część środkowa jest nakryta ośmiokątną kopułą. Jest ona zwieńczona cebulastym blaszanym dachem hełmowym z latarnią. We wnętrzu ramiona są nakryte pozornym sklepieniem kolebkowym. Na chórze muzycznym o wklęsłej linii parapetu znajduje się prospekt organowy z końca XVII wieku. W kopule jest umieszczona polichromia przedstawiająca czterech ewangelistów i gołębicę. Ołtarz główny w stylu regencyjnym pochodzi z około 1730 roku i jest ozdobiony gotyckim krucyfiksem powstałym około połowy XV wieku. Oprócz ołtarza głównego świątynia posiada także trzy ołtarze boczne. Murowana ambona w stylu rokokowym pochodzi z końca XVIII wieku. Rzeźby reprezentują styl późnobarokowy.